# Hrvatsko planinarsko društvo Imotski
HPD Imotski je planinarsko društvo iz Imotskog.

## Povijest
Osnovano je 5. srpnja 1927. godine, kao podružnica Hrvatskoga planinarskoga društva pod imenom „Biokovo” Imotski. Jedno je od najstarijih planinarskih društava u Dalmaciji.
Društvo ubrzo, već 1928. godine, prestaje s organiziranom djelatnošću, ali članovi Društva samostalno ili u skupinama i dalje pohode planine u bližoj okolici, posebno Biokovo.
U Zagrebu se 1935. godine ponovo pokreće inicijativu za oživljavanje Društva, ali je ono osnovano tek 3. lipnja 1938. godine, i to s novim imenom HPD „Imotska jezera”, jer je ime „Biokovo” u međuvremenu preuzelo novoosnovano planinarsko društvo u Makarskoj.
Prema podatcima dr. Veljka Vukovića, jednoga od osnivača Društva, članstvo je redovito organiziralo izlete u okolicu Imotskog, na Biokovo i Zavelim. Sudjelovali su u pošumljavanju goleti između Crvenoga i Modroga jezera, park šume Gaj i ekološkim akcijama koje je organiziralo ekološko društvo „Lipa”. Skupina Imotskih planinara predvođena Pjerkom Penovićem 14. kolovoza 1933. uspela se na Triglav, što je u to doba među planinarima bilo iznimno dostignuće. Početkom Drugoga svjetskoga rata gasi se svaki rad Društva.
Sredinom sedamdesetih, u Imotskom se javljaju dvije grupe ljubitelja prirode, izletnika i špiljara. Skupina izletnika okupljala se oko Petra Vlajčića, a pohodili su planine u okolici Imotskog i susjedne BiH. Druga skupina uglavnom je špiljarila po okolici, mahom okupljajući imotske izviđače. Predvodio ih je  Davorko Barbir, student arhitekture, slikar imotskih veduta i strastveni špiljar.

## Vanjske poveznice
- Službene mrežne stranice